# Teresa Saavedra

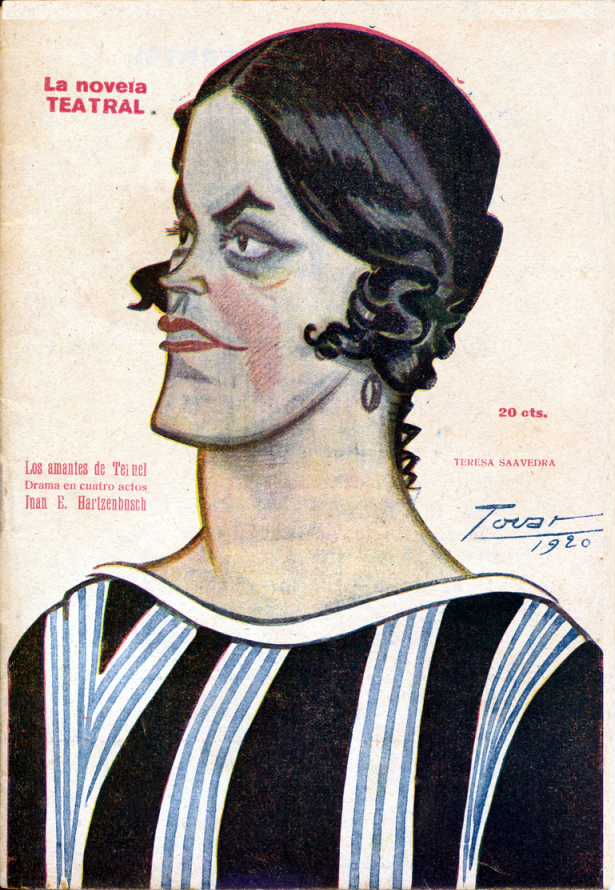
Caricaturizada por Tovar (1920)

Teresita Saavedra Millanes (1894 - 5 de septiembre de 1984) más conocida como Teresa Saavedra, fue una actriz de teatro y cantante española, conocida por su participación en la obra El príncipe carnaval (1920) que fue hecho en el Teatro Reina Victoria, donde interpretó al príncipe, Saavedra fue la primera mujer en Europa que vistió con un frac en un escenario. En sus últimos años vivió en un asilo de ancianos, y murió el 5 de septiembre de 1984 en Madrid, España.

## Filmografía

### Cine
- Hombre o mujer (1914)

### Teatro
- El príncipe carnaval (1920)